# Hideko Mizuno
Hideko Mizuno ( 水野英子 ?,  Mizuno Hideko ; Shimonoseki, 29 ottobre 1939) è una fumettista giapponese.
Tra le primissime donne mangaka, attraverso il suo successo, ispirerà molte donne a seguirne l'esempio.

## Biografia
Nata il 29 ottobre 1939 a Shimonoseki, nella prefettura di Yamaguchi, Hideko Mizuno scopre molto presto il manga: all'età di 8 anni legge La nuova isola del tesoro di Osamu Tezuka e il suo manuale Manga Daigaku (漫画大学?) che insegna le basi del manga, grazie a questi due libri, prende come modello Tezuka e decide di diventare un mangaka Dal 1952 partecipò regolarmente alle competizioni organizzate dalla rivista mensile Manga Shōnen presieduta da Tezuka. Sebbene il suo lavoro non fosse mai accettato, i suoi sforzi non passano inosservati: riceve una menzione d'onore e l'attenzione dell'editore Akira Maruyama della Kōdansha. Nel marzo del 1955, quando stava per lasciare la scuola per lavorare,riceve una lettera da Maruyama con una richiesta per una tavola e due illustrazioni per la rivista Shōjo Club. Il suo primo manga pubblicato nel 1955, prefigura il resto della sua carriera: la storia racconta di una giovane ragazza e i suoi pony e, mentre l'editore Mazuyama si aspettava un manga sentimentale, con un'eroina sensibile e fragile, nella norma delle produzioni della rivista, Mizuno realizza un manga ispirato ai film western con un'eroina maschiaccio .Sebbene l'opera non corrispondesse a quanto richiesto, ottenne la pubblicazione. Nel 1956 si trasferisce a Tokyo, dove conosce Tezuka, decidendo di diventare mangaka a tempo pieno. L'anno seguente pubblica la sua prima serie, Gin no Hanabira (銀の花びら?), con successo. Nel 1958, invitata da Tezuka, si trasferisce nell'appartamento Tokiwa-sō, dove vive e lavora con i due autori Shōtarō Ishinomori e Fujio Akatsuka, insieme ai quali firma due manga collettivi per la rivista Shōjo Club sotto lo pseudonimo di U.MIA (Ｕ・マイア?). Risiede a Tokiwa-sō solo per un anno. Nella sua carriera le opere di Mizuno incontrarono il successo e comparteciparono all’evoluzione del registro del manga shōjo: fino alla metà degli anni '60 il manga shōjo seguiva regolarmente la struttura dell'hahamono (母物?), storie d'amore materno, ma negli anni '60 diverse donne Mangaka, tra cui la Mizuno, introducono un nuovo tipo di storia: la commedia romantica. Ha adattato in particolare due film sotto forma di manga, Sabrina in Suteki na Koora (すてきなコーラ? 1963) e Un uomo tranquillo adattato in Akage no Scarlet (赤毛のスカーレット? 1968). Nel 1969, gli editori sperimentarono la pubblicazione del fumetto nel formato Tankōbon e il suo manga Hoshi no Tategoto (星のたてごと?) fu selezionato vendendo più di 10 000 copie, un successo per l'epoca. Lo stesso anno Mizuno innova il manga producendo la prima opera shōjo, intitolata Fire! (ファイヤー!?, Faiyaa!), con un protagonista maschile e scene di sesso, insignita del Premio Shōgakukan nel 1970. In quel decennio, Mizuno, con altri mangaka come Masako Watanabe o Miyako Maki, si rivolse a un pubblico più maturo e adulto, attraverso riviste come Seventeen, anche se poi dovette rallentarne la produzione di manga per prendersi cura, da madre single, di suo figlio, nato nel 1973. Verso la fine degli anni '70 ha diversificato il suo registro creando storie di fantascienza, fantasy o di ambientazione storica, sempre per un pubblico adulto, lo sforzo di Mizuno e dei suoi colleghi ha segnato le premesse per la nascita negli anni '80 del manga josei .

## Opere principali
- Gin no hanabira (銀の花びら?), Shōjo Club, Kōdansha, 1956
- Sutekina cora (すてきなコーラ?, Sutekina kōra), Margaret, Shūeisha, 1963
- Cecilia (セシリア?, Seshiria), Margaret, Shūeisha, 1964
- Shiroi Troika (白いトロイカ?, Shiroi toroika), Margaret, Shūeisha, 1965
- Akage no scarlet (赤毛のスカーレット?, Akage no sukāretto), Margaret, Shūeisha, 1966
- Broadway no hoshi (ブロードウェイの星?, Burōdouei no hoshi), Margaret, Shūeisha, 1967
- Hanī hanī no sutekina bōken (ハニー・ハニーのすてきな冒険?), Ribon, Shūeisha, 1966
- Fire! (ファイヤー!?, Faiyaa!), Seventeen, Shūeisha, 1969
- Hoshi no tate-goto (星のたてごと?), Shōjo Club, Kōdansha, 1969
- Rōnujuree no niwa (ローヌジュレエの庭?), Hana to yume, Hakusensha, 1976
- Victor-gai 31-ban (ヴィクトール街31番?, Vikutōru-gai 31-ban), Hana to yume, Hakusensha, 1976
- Hoffmann monogatari (ホフマン物語?, Hofuman monogatari), Seventeen, Shūeisha, 1986
- Ludwig II Sei (ルードヴィヒII世?), Chugoku Comics Sūri, Chuokoron Shinsha, 1986
- Elisabeth (エリザベート?, Erizabēto), Crea, Bungei Shunjuu, 1993